# Polydontes imperator
Polydontes imperator é uma espécie de gastrópode terrestre neotropical da família Sagdidae (antes entre os Camaenidae e Pleurodontidae). Foi nomeada por Pierre Denys de Montfort, em 1810. É nativa do Caribe, sendo a espécie-tipo e a maior de seu gênero.[carece de fontes?]

## Descrição da concha, taxonomia e hábitos
Esta espécie apresenta conchas circulares e esbranquiçadas, quando vistas por cima ou por baixo, com pouco mais de 6 centímetros de diâmetro quando desenvolvidas. São caracterizadas por sua superfície dotada de estrias radiais visíveis, espiral baixa e cônica, formando um ângulo entre a parte superior e inferior da concha, e pela ausência, ou presença,[carece de fontes?] de umbílico. Lábio externo engrossado, com no mínimo 5 projeções dentiformes, calosas, em seu interior. Pode apresentar a superfície amarronzada entre as estrias.

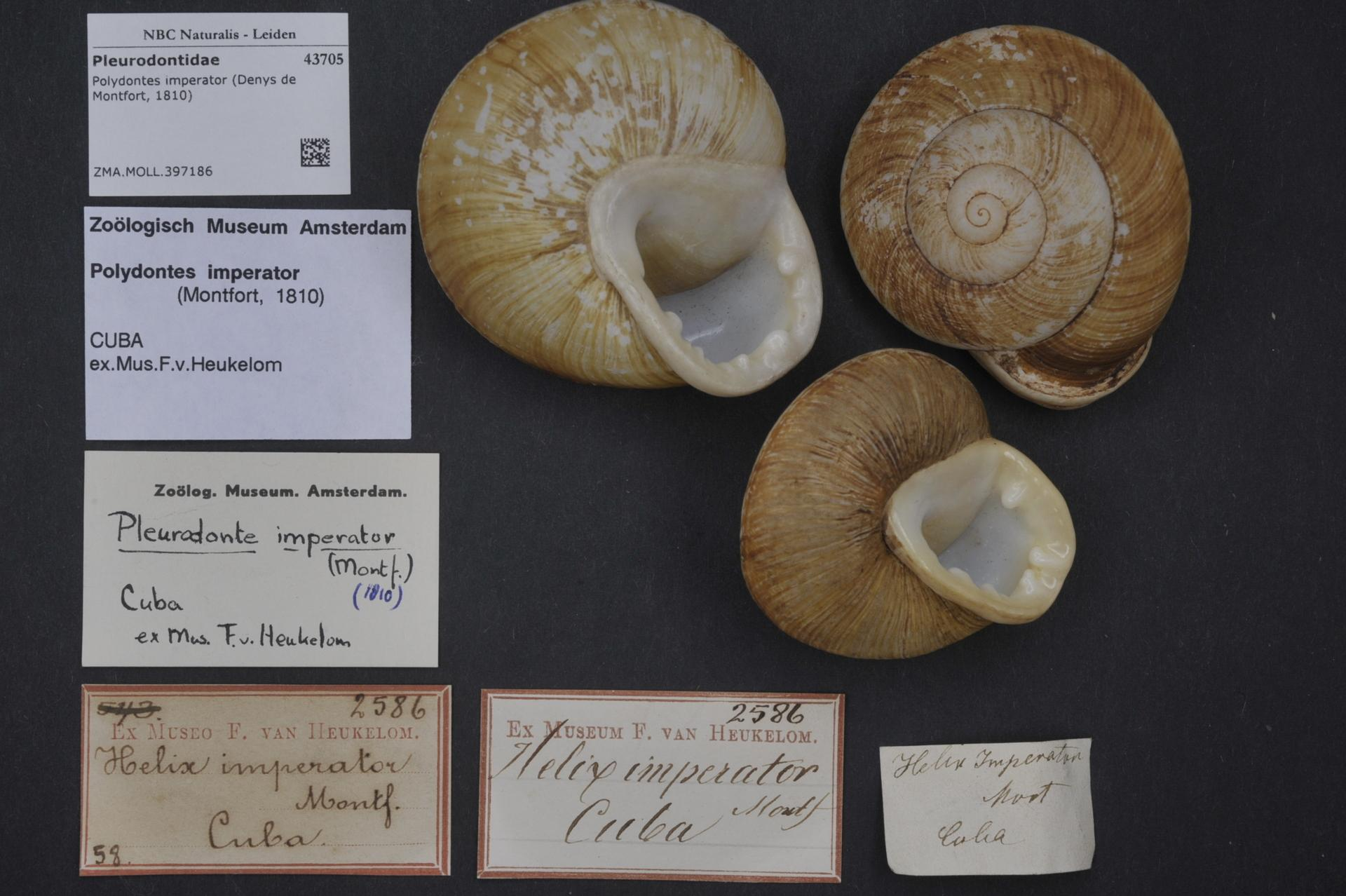
Três conchas de P. imperator (Montfort, 1810), em um museu.

Vivem principalmente em ambiente de floresta tropical e subtropical úmida. Quando Pierre Denys de Montfort a descreveu, em 1810, na obra Conchyliologie systématique et classification méthodique des coquilles, a denominou "La plus rare de toutes les coquilles".

## Distribuição geográfica
Polydontes imperator é uma espécie endêmica de Cuba, ocorrendo em Mata, Bariguá, Yara, La Sabana e localidades próximas a Baracoa, província de Guantánamo.